# خيسوس لوبيز دي لارا
خيسوس لوبيز دي لارا (مواليد 1892) هو مبارز بالسيف إسباني، مثّل بلاده في الألعاب الأولمبية الصيفية 1924.

## روابط رياضية
خيسوس لوبيز دي لارا على موقع أوليمبيديا (الإنجليزية)